# Língua sayula popoluca
Sayula Popoluca, também chamada Sayultec, é uma língua Mixe–Zoque falada por cerca de 5 mil indígenas dentro e ao redor da cidade de Sayula de Alemán na parte sul do estado de Veracruz, México. Quase todas as pesquisas publicadas sobre a língua foram o trabalho de Lawrence E. Clark do Summer Institute of Linguistics. Estudos mais recentes de Sayula Popoluca foram conduzidos por Dennis Holt (léxico-semântica) e Richard A. Rhodes (morfologia e sintaxe), mas poucas de suas descobertas foram publicadas.

## Etimologia
Popoluca é a alteração castelhana da palavra náuatle popoloca, que significa 'bárbaros' ou 'pessoas que falam uma língua estrangeira'. No México , o nome Popoluca é um nome tradicional para várias línguas Popolucas (Mixe-Zoqueanas), e o nome Popoloca é um nome tradicional para uma língua totalmente não relacionada pertencente ás línguas oto-mangueanas.
Nativamente é conhecido como yamay ajw 'idioma local' ou tʉcmay-ajw 'idioma do lar'.

## Fonologia
|           |           | Bilabial | Alveolar | Palatal | Velar | Glotal |
| --------- | --------- | -------- | -------- | ------- | ----- | ------ |
| Plosiva   | surda     | p        | t        |         | k     | ʔ      |
| Plosiva   | sonora    | b        | d        |         | ɡ     | ʔ      |
| Fricativa | Fricativa |          | s        | ʃ       |       | h      |
| Africada  | Africada  |          | ts       | tʃ      |       |        |
| Nasal     | Nasal     | m        | n        |         |       |        |
| Semivogal | Semivogal | w        | l, r     | j       |       |        |

/s/ é encontrado apenas em empréstimos espanhóis.
|         | Anterior  | Central   | Posterior |
| ------- | --------- | --------- | --------- |
| Fechada | i, iː, iʔ | ɨ, ɨː, ɨʔ | u, uː, uʔ |
| Medial  | e, eː, eʔ |           | o, oː, oʔ |
| Aberta  |           | a, aː, aʔ |           |

As vogais de Sayula são curtas, longas e quebradas (ou seja, glotalizadas, representadas aqui como Vʔ).
Existem dois sistemas de ortografia na literatura publicada.
- Clark (1961, 1995) usa alguns princípios ortográficos espanhóis. /h/ é escrito j. /j/ é escrito y. /ʔ/ é escrito saltillo (saltillo). /ʃ/ é escrito s̈. /tʃ/ é escrito ch. /k/ é escrito qu antes de /i/ e /e/, e c em outro lugar. Da mesma forma /g/ é escrito gu antes de /i/ e /e/, e g em outros lugares. A sílaba final /w/ é escrita u, /ɨ/ é escrito ʉ}}. A duração da vogal é indicada por um sublinhado. Empréstimos espanhóis não assimilados são escritos como em espanhol.
- Clark (1983) usa uma ortografia mais próxima da IPA, mas como na outra ortografia /ɨ/ é escrito ʉ, e /ʔ/ é escrito saltillo |(saltillo). /s/ é š. /ts/ é escrito c. /tʃ/ é escrito č. O comprimento é escrito dois pontos (letra)|꞉

A ortografia de Clark (1983) é usada aqui.
A língua usa o alfabeto latino sem as letras V e X. Usam-se as vogais também com a marcação [‘], a’, e’, i’, o’ u’ e também a:/a, e:/e, i:/i, o:/o, . Usam-se as formas ch/č, s̈/š, ts/c

## Morfologia
Os verbos Sayula Popoluca são flexionados para pessoa e número de sujeito e objeto, para aspecto e para a diferença entre independente e dependente.
| Intransitivo independente | Intransitivo independente | Intransitivo independente | Intransitivo independente |
| ------------------------- | ------------------------- | ------------------------- | ------------------------- |
| 'walk'                    | imperfeito                | perfeito                  | futuro                    |
| yoꞌy                      | -p                        | <>-w</>                   | -áh                       |
| 1ª sg tʉ-                 | tʉyóꞌyp                   | tʉyóꞌyw                   | tʉyòꞌyáh                  |
| 2ª sg mi-                 | miyóꞌyp                   | miyóꞌyw                   | miyòꞌyáh                  |
| 3ª Ø                      | yóꞌyp                     | yóꞌyw                     | yòꞌyáh                    |
| 1ª excl tʉ- -ga           | tʉyóꞌygap                 | tʉyóꞌygaw                 | tʉyòꞌygáh                 |
| 1ª incl na- -ga           | nayóꞌygap                 | nayóꞌygaw                 | nayòꞌygáh                 |
| 2ª pl mi- -ga             | miyóꞌygap                 | miyóꞌygaw                 | miyòꞌygáh                 |
| 3ª pl -ga                 | yóꞌygap                   | yóꞌygaw                   | yòꞌygáh                   |

A dependência é marcada pela alomorfia dos marcadores de aspecto, conforme mostrado no paradigma a seguir.
| Intransitivo dependente | Intransitivo dependente | Intransitivo dependente | Intransitivo dependente |
| ----------------------- | ----------------------- | ----------------------- | ----------------------- |
| 'caminhar'              | imperfeito              | perfeito                | futuro                  |
| yoꞌy                    | <>-Ø</>                 | -h                      | -wáꞌn                   |
| 1ª sg tʉ-               | tʉyóꞌy                  | tʉyóꞌhy                 | tʉyòꞌywáꞌn              |
| 2ª sg ꞌin-              | ꞌinyóꞌy                 | ꞌinyóꞌhy                | ꞌinyòꞌywáꞌn             |
| 3rd ꞌi-                 | ꞌiyóꞌy                  | ꞌiyóꞌhy                 | ꞌiyòꞌywáꞌn              |
| 1ª excl tʉ- -ga         | tʉyóꞌyga                | tʉyóꞌygah               | tʉyòꞌywáꞌn              |
| 1ª incl na- -ga         | nayóꞌyga                | nayóꞌygah               | nayòꞌygawáꞌn            |
| 2ª mpl ꞌin- -ga         | ꞌinyóꞌyga               | ꞌinyóꞌygah              | ꞌinyòꞌygawáꞌn           |
| 3ª pl ꞌi- -ga           | ꞌiyóꞌyga                | ꞌiyóꞌygah               | ꞌiyòꞌygawáꞌn            |

Sayula Popoluca marca concordância em cláusula transitiva em uma linguagem inversa] (Tatsumi, 2013). Os participantes do ato de fala (SAP) ª1EXCL, 1ªINCL e 2 superam 3. Existe um sistema separado no qual uma 3ª pessoa tópica (PRÓXIMA) supera uma 3ª pessoa não tópica (OBVIATIVA). O padrão de marcação de pessoas é dado na Tabela I (adaptado de Tatsumi, 2013:88)
| Transitivo Independente – Marcador de Pessosa | Transitivo Independente – Marcador de Pessosa | Transitivo Independente – Marcador de Pessosa | Transitivo Independente – Marcador de Pessosa | Transitivo Independente – Marcador de Pessosa | Transitivo Independente – Marcador de Pessosa | Transitivo Independente – Marcador de Pessosa |
|                                               | Objetp                                        | SAP                                           | SAP                                           | SAP                                           | Não-SAP                                       | Não-SAP                                       |
| Sujeito                                       |                                               | 1ª EXCL                                       | 1ª INCL                                       | 2                                             | 3ª PROX                                       | 3ª OBV                                        |
| --------------------------------------------- | --------------------------------------------- | --------------------------------------------- | --------------------------------------------- | --------------------------------------------- | --------------------------------------------- | --------------------------------------------- |
|                                               | 1ª EXCL                                       |                                               |                                               | tʉ=                                           | tʉn=                                          |                                               |
| SAP                                           | 1ª INCL                                       |                                               |                                               |                                               | na=                                           |                                               |
| SAP                                           | 2                                             | ꞌiš=                                          |                                               |                                               | in=                                           |                                               |
| Non-SAP                                       | 3ª PROX                                       | tʉ=š-                                         | na=š-                                         | ꞌi=š-                                         |                                               | ꞌi=                                           |
| Non-SAP                                       | 3ª OBV                                        | tʉ=š-                                         | na=š-                                         | ꞌi=š-                                         | ꞌigi=                                         |                                               |

Tabela I
O sistema inverso também se reflete na forma do marcador plural. No caso em que um singular de classificação mais alta atua em um plural de classificação mais baixa, o marcador de plural é -kʉš-, em outros lugares o plural é como no singular, -ka-. Um exemplo de paradigma é dado abaixo.:
| Transitivo independente | Transitivo independente | Transitivo independente | Transitivo independente | Transitivo independente | Transitivo independente | Transitivo independente | Transitivo independente | Transitivo independente | Transitivo independente | Transitivo independente |
| imperfeito              | imperfeito              | sing objeto             | sing objeto             | sing objeto             | sing objeto             | pl objeto               | pl objeto               | pl objeto               | pl objeto               | pl objeto               |
| ----------------------- | ----------------------- | ----------------------- | ----------------------- | ----------------------- | ----------------------- | ----------------------- | ----------------------- | ----------------------- | ----------------------- | ----------------------- |
|                         | yu꞉giy- 'cure'          | 1                       | 2                       | 3                       | 3                       | 1ª excl                 | 1ª incl                 | 2ª                      | 3                       |                         |
| sg subj                 | 1ª                      | —                       | tʉyu꞉gip                | tʉnyu꞉gip               | tʉnyu꞉gip               | —                       | —                       | tʉyu꞉gigʉšp             | tʉnyu꞉gigʉšp            |                         |
| sg subj                 | 2                       | ꞌišyu꞉gip               | —                       | ꞌinyu꞉gip               | ꞌinyu꞉gip               | ꞌišyu꞉gigap             | —                       | —                       | ꞌinyu꞉gigʉšp            | ꞌinyu꞉gigʉšp            |
| sg subj                 | 3                       | tʉšyu꞉gip               | ꞌišyu꞉gip               |                         | ꞌiyu꞉gip                | tʉšyu꞉gigap             | našyu꞉gigap             | ꞌišyu꞉gigap             |                         | ꞌiyu꞉gigʉšp             |
|                         |                         |                         |                         | ꞌigiyu꞉gip              |                         |                         |                         |                         | ꞌigiyu꞉gigap            |                         |

A inversão afeta os alomorfos tanto da marcação de pessoa quanto da marcação de aspecto (Clark (1961:195) com o resultado de que as formas inversas não têm forma dependente distinta.
| Transitivo dependente | Transitivo dependente | Transitivo dependente | Transitivo dependente | Transitivo dependente | Transitivo dependente | Transitivo dependente | Transitivo dependente | Transitivo dependente | Transitivo dependente | Transitivo dependente |
| imperfeito            | imperfeito            | sing objeto           | sing objeto           | sing objeto           | sing objeto           | pl objeto             | pl objeto             | pl objeto             | pl objeto             | pl objeto             |
| --------------------- | --------------------- | --------------------- | --------------------- | --------------------- | --------------------- | --------------------- | --------------------- | --------------------- | --------------------- | --------------------- |
|                       | yu꞉giy- 'cure'        | 1                     | 2                     | 3                     | 3                     | 1excl                 | 1incl                 | 2                     | 3                     | 3                     |
| sg subj               | 1                     | —                     | tʉyu꞉giy              | tʉšyu꞉giy             | tʉšyu꞉giy             | —                     | —                     | tʉyu꞉gigʉš            | tʉšyu꞉gigʉš           | tʉšyu꞉gigʉš           |
| sg subj               | 2                     | ꞌišyu꞉gip             | —                     | ꞌišyu꞉giy             | ꞌišyu꞉giy             | ꞌišyu꞉gigap           | —                     | —                     | ꞌišyu꞉gigʉš           | ꞌišyu꞉gigʉš           |
| sg subj               | 3                     | tʉšyu꞉gip             | ꞌišyu꞉gip             |                       | ꞌigiyu꞉giy            | tʉšyu꞉gigap           | našyu꞉gigap           | ꞌišyu꞉gigap           |                       | ꞌigiyu꞉gigʉš          |
|                       |                       |                       |                       | ꞌigiyu꞉gip            |                       |                       |                       |                       | ꞌigiyu꞉gigap          |                       |

## Amostra de texto
primeru Sayula según iguinʉ́mga antivu naꞌwaywájat tsúnau prowijóꞌc. mʉt iga-is̈cápcawu nijʉ́may calse de máquina jéme en ayʉ́ época actual jayunáꞌjat i-is̈cápcapay solamente jéꞌjat i-is̈cápcau.
Português
De acordo com o que dizem os velhos, as primeiras pessoas que viveram em Sayula eram muito pobres. E eles não estavam familiarizadas com nenhum tipo de máquina que as pessoas desta época estão familiarizadas.